# Friluftsfrämjandet

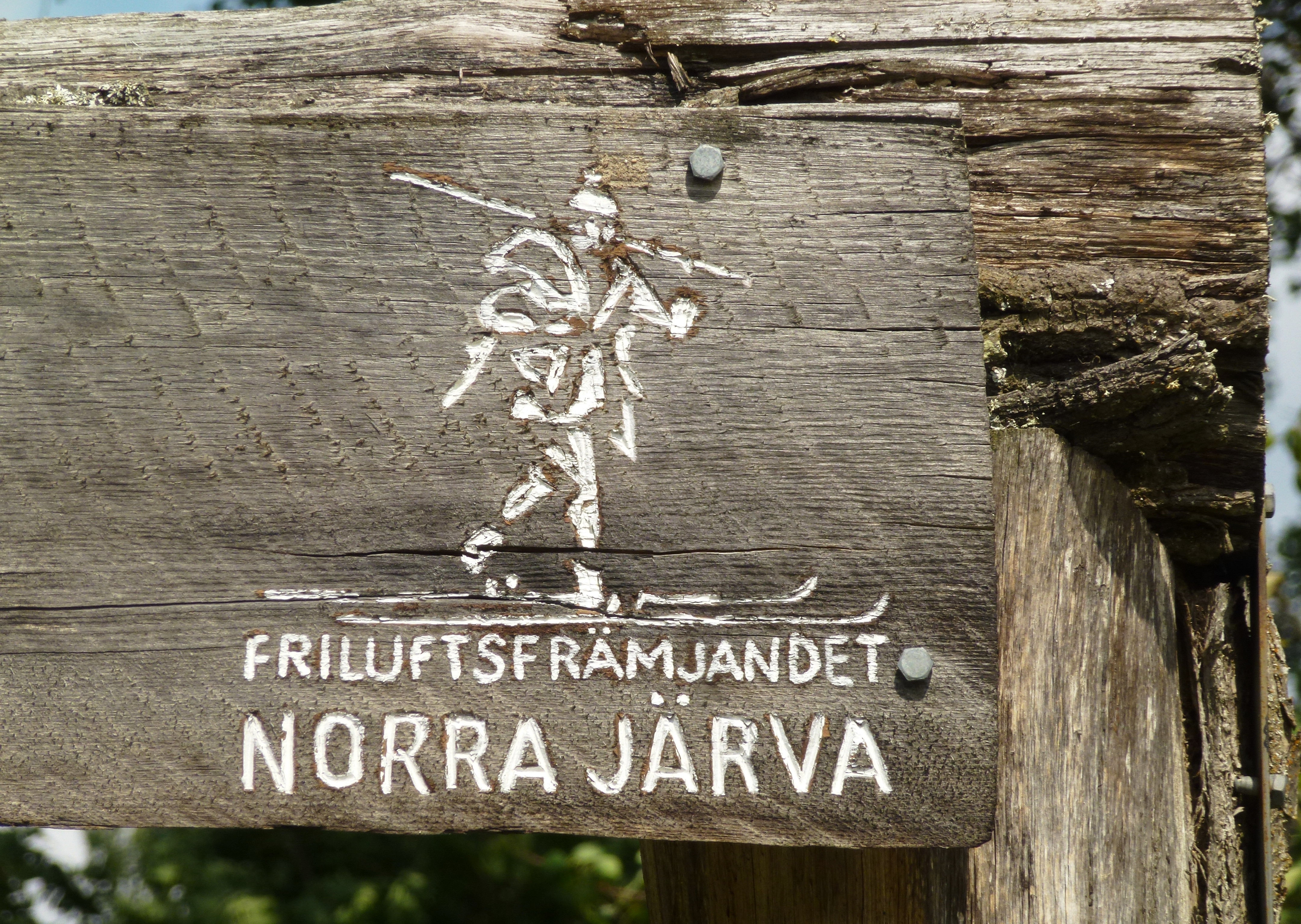
Friluftsfrämjandets logo på Järvaleden vid Hansta naturreservat. Logotypen är baserad på teckningen ”Den skidande lappen” av Johan Tirén.

Friluftsfrämjandet (under åren 1892–1938 Föreningen för skidlöpningens främjande i Sverige, 1938–1975 Skid- och friluftsfrämjandet) bildades 1892 och är en rikstäckande svensk ideell organisation som arrangerar guidade friluftsaktiviteter inom en rad områden för sina medlemmar. De är även en viktig remissinstans när det gäller myndighetsbeslut med anknytning till friluftslivet. Friluftsfrämjandet har fler än 108 000 medlemmar, varav 7 000 är ledare och funktionärer, som utövar 10 miljoner friluftstimmar per år. Friluftsfrämjandets 330 lokalavdelningar genomför friluftsaktiviteter i Sverige från Kiruna i norr till Smygehuk i söder. Friluftsfrämjandets verksamhet finns även på den internationella arenan, bland annat finns Skogsmulle i Japan.

## Historik

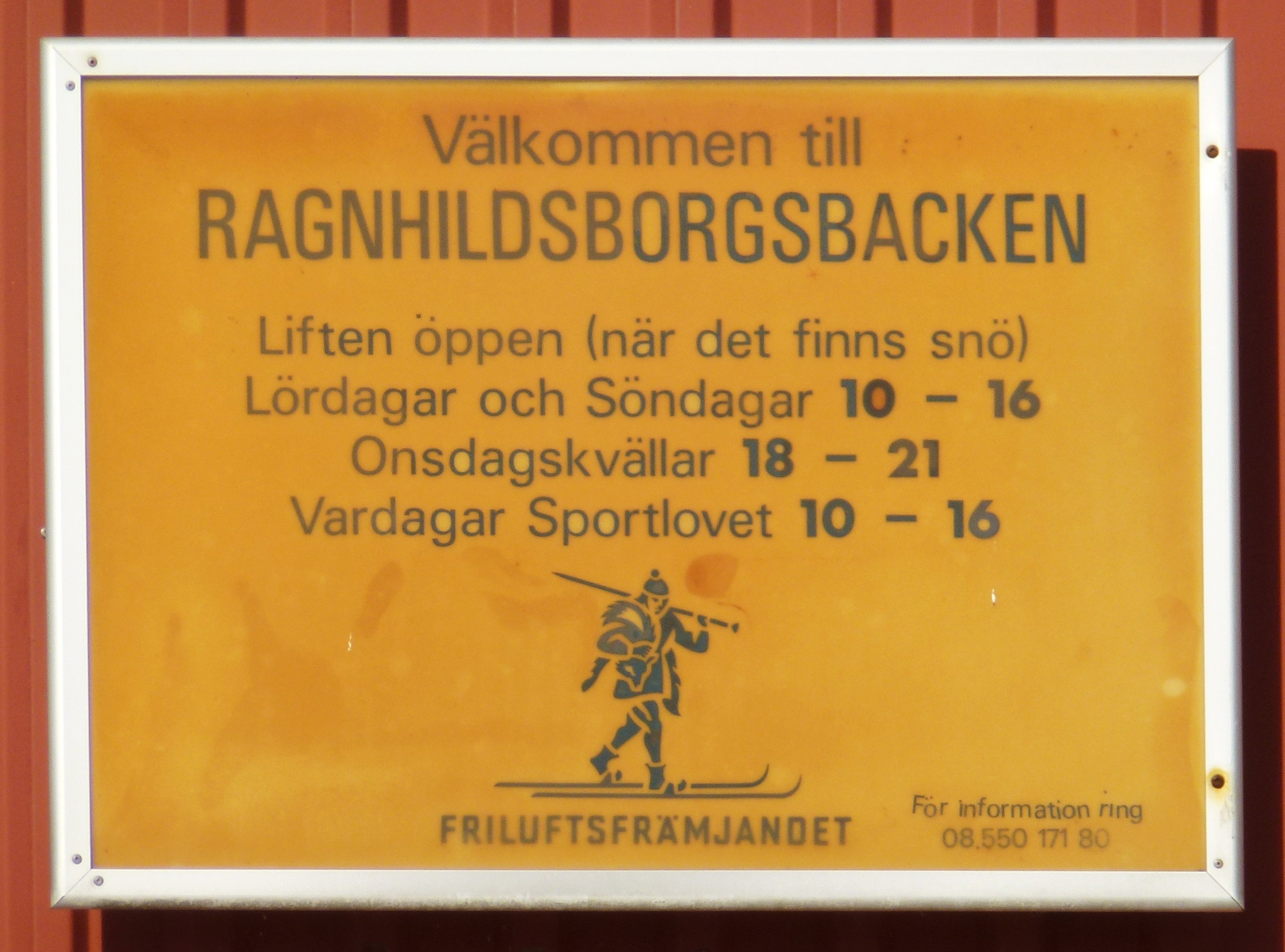
Friluftsfrämjandets skylt vid Ragnhildsborgsbacken i Södertälje.

Friluftsfrämjandet bildades 1892 av en grupp militärer under namnet Föreningen för skidlöpningens främjande i Sverige. Dess första ordförande var Adolf Detlof Heijkensköld. Industrisamhället växte fram och gav arbetstillfällen åt merparten av befolkningen. Utvecklingen var enorm, men med långa arbetsdagar och monotona arbetsuppgifter försämrades människors hälsa. Friluftsfrämjandet startades för att arbeta för en bättre hälsa genom att uppmuntra människor att ta sig ut i naturen och röra på sig. En grupp tog med sig unga arbetare till fjällen med erbjudandet: Åk skidor och bli stark och harmonisk! Aktiv vistelse ute i den friska, rena vinterluften hade en positiv effekt för hälsan, och ungdomen blev en viktig målgrupp. När det allmänna intresset för naturen ökade ordnade "Skidfrämjandet", som föreningen kallades, långturer och övernattningar i de svenska fjällen.
Målsättningen var att alla skulle kunna delta i friluftslivet utifrån sina egna förutsättningar, utan prestationskrav och oavsett socioekonomisk bakgrund. Man arbetade aktivt med att sänka kostnaden för material och resor t.ex. genom att förse skolornas träslöjd med handledningar för egen skidtillverkning.
Vid förra sekelskiftet specialutbildade man barninstruktörer och delade ut gratisskidor. 1919 infördes 8 timmars arbetsdag vilket ger mer fritid. Tjänstemännen blev allt fler och en motvikt behövdes till deras stillasittande jobb. Skidfrämjandet breddade sin verksamhet med andra friluftsaktiviteter och startade anläggningar som ökade tillgängligheten till friluftslivet; exempelvis vid Riksgränsen, Hemavan, Storlien och Lida friluftsgård.
På 1950-talet ökade man insatserna riktade mot unga och de som behöver friluftslivet allra mest. Man startade Operation Vildmark, som riktade sig till Stockholms svåraste ungdomar. Man agerade också för att säkra tillgången till tätortsnära naturområden. När kommunerna vill bygga på skogsområden med värden för friluftslivet så är Friluftsfrämjandet ofta en remissinstans.
1957 föddes Skogsmulle och Skogsmulleskolan blev en av Sveriges starkaste symboler för vildmarkskunskap anpassad för barn. Den uppmärksammades också och etablerades internationellt i länder som Finland, Japan, Tyskland och England. Två miljoner svenskar har genom åren mött Skogsmulle, i ideella barngrupper och som pedagogiskt verktyg i förskolor. 1983 skapades I Ur och Skur- förskolan där barn får uppleva friluftsliv året om. Pedagogiken vidareutvecklades och beredde väg för tvåhundra I Ur och Skur förskolor 25 år senare och en uppsjö av andra naturförskolor i Sverige och utomlands. Idag finns pedagogiken på 500 förskolor och skolor över landet.

## Ungdomsaktiviteter
Friluftsfrämjandet samarbetar med både kommunala och helt fristående förskole- och skolverksamheter med inriktning på friluftsliv under namnet I Ur och Skur och Skogsmulle i förskolan. 
Bland Friluftsfrämjandets ungdomsaktiviteter märks:
- Öppna skogsgläntan för barn mellan 0 och 2 år
- Skogsknopp för barn mellan 1 och 2 år.
- Skogsknytte för barn mellan 3 och 4 år.
- Skogsmulle för barn mellan 5 och 6 år.
- Strövare för barn mellan 7 och 9 år.
- Frilufsare, friluftsskola för barn mellan 10 och 13 år.
- TVM gruppverksamhet för ungdomar, från och med 14 år.
- Naturparkour för alla åldrar, främst riktat till barn och unga.

## Övriga aktiviteter
Friluftsfrämjandet anordnar även en rad andra aktiviteter som bytesmarknader, skidlärarutbildning, skidskola, utförsskidåkning, längdskidåkning i lågland och fjäll, långfärdsskridskoåkning, stavgång, skridskoskola, vandring i fjäll och lågland, kajakturer, klättring, mountainbike och naturparkour. En populär aktivitet på senare tid är Snösäker, ledarledd skidåkning i fjällen för skolungdom och Meningsfull väntan – ledarledda friluftsaktiviteter för personer som väntar på eller nyligen fått uppehållstillstånd.

## Organisation

### Generalsekreterare
- Torsten Söderhorn –1993
- Mikael Santoft 1993–1999
- Eva Bjernudd 1999–2005
- Bo Sköld 2006–2011
- Sara Revell Ford 2012–2015
- Lars Lundström 2015–2021
- Kristina Ljungros 2022–

### Ordförande
- Adolf Detlof Heijkensköld 1892–1901
- Ivar Holmquist 1923-1950
- Thure Wadenholt 1992-1998
- Björn Rosengren –1998
- Ola Johansson 1998–2000
- Elisabet Asplund 2000—2006
- Johan Hernmarck 2006–2012
- Ragnar Santesson 2012–2012
- Erik Lundvik tf 2012–maj 2013
- Erik Lundvik 2013–2024
- Anna Nergårdh 2024–